# 众议茶规碑
众议茶规碑，位于江西省上饶市婺源县（旧属安徽省徽州府）清华镇洪村。“公议茶规”订立于道光四年五月初一日。并规定对违背者的处罚，“罚通宵戏一台银五两入祠”，“倘有强横不遵者，仍要倍罚无异。”
众议茶规碑已列为婺源县文物保护单位。